# Aconitum napellus
Aconit napel, casque de Jupiter
Espèce
Statut de conservation UICN

 LC  : Préoccupation mineure
Aconitum napellus, ou aconit napel, est une espèce de plantes à fleurs de la famille des Ranunculaceae. Elle est aussi connue sous d'autres noms comme  casque de Jupiter/Minerve, char de Vénus, capuchon de moine, aconit tue-loup ou sabot du pape. C'est la sous-espèce la plus toxique du groupe aconit dont il existe environ 400 espèces différentes, pour la plupart réparties sur l'Europe occidentale et centrale. Elle est considérée comme la plante la plus toxique d'Europe.
C’est une plante extrêmement toxique, pouvant entraîner la mort. L'ingestion d'un morceau de la plante peut entraîner une défaillance cardiaque. Le composé responsable de la toxicité, nommé aconitine, a été isolé par le chimiste allemand R. Brandes en 1819.
Dans l'Antiquité, sa grande toxicité lui a valu d'être surnommée « arsenic végétal » par Pline l'Ancien. 
La plante en raison de sa forte toxicité n’a pas été utilisée comme plante médicinale dans la médecine occidentale jusqu’au XVIIIe siècle. À partir de 1762, le médecin autrichien, Anton von Störck a testé sur lui-même de très faibles doses de la plante pour déterminer la limite à partir de laquelle la dose est toxique, puis il a évalué sur des malades leurs efficacités thérapeutiques potentielles. De Störck aux années 1970, l'aconit a été employé comme antiphlogistique dans les rhumatismes, la goutte, les névralgies, la dysenterie, les affections génito-urinaires notamment congestives. La plante a finalement été retirée du Codex en 1972.
Avec les progrès de la méthodologie des essais cliniques, l’usage thérapeutique de l'aconit fut peu à peu abandonné. Seuls demeurent en parapharmacie, des produits homéopathiques obtenus par dilution hahnemannienne.

## Nomenclature et étymologie
L’espèce a été décrite et nommée Aconitum napellus par Linné en 1753, dans Species Plantarum 1: 532. Linné put l’observer dans le jardin  botanique de l’université d’Uppsala, et dans le jardin de George Clifford. Elle avait été décrite par le botaniste suisse Gaspard Bauhin.
Le nom de genre Aconitum, en latin, vient du grec ancien ἀκόνιτον / akoniton « aconit » (Dioscoride, IV, 77).
L’épithète spécifique napellus est un terme latin, diminutif de nāpus, ī, m., « navet », ce qui renvoie la forme de la racine de la plante, qui ressemble à un petit navet.

## Synonymes et infraspécifiques
Selon POWO, le nom valide Aconitum napellus, a deux synonymes homotypiques :
- Delphinium napellus (L.) Baill. in Dict. Bot. 18: (1885)
- Napellus vulgaris Fourr. in Ann. Soc. Linn. Lyon, n.s., 16: 327 (1868)

et 8 formes infraspécifiques acceptées :
- Aconitum napellus subsp. formosum (Rchb.) Gáyer
- Aconitum napellus nothosubsp. hinterhuberi Starm.
- Aconitum napellus subsp. lobelii Mucher
- Aconitum napellus subsp. lusitanicum Rouy
- Aconitum napellus subsp. napellus
- Aconitum napellus nothosubsp. polatschekii Mucher ex Starm.
- Aconitum napellus nothosubsp. seitzii Mucher ex Starm.
- Aconitum napellus subsp. splendens (Font Quer) Rivas Mart.

En France, l’Inventaire National du Patrimoine National (INPN) reconnait 5 sous-espèces:
- Aconitum napellus subsp burnatii
- Aconitum napellus subsp corsicum
- Aconitum napellus subsp lusitanicum
- Aconitum napellus subsp napellus
- Aconitum napellus subsp vulgare.

## Caractéristiques

### Déscription
C'est une grande plante herbacée qui peux mesurer entre 50 et 150 centimètres de haut, issue d'une racine  noirâtre pivotante et souvent tubérisée. C’est une géophyte vivace. La racine tubérisée ancienne disparait à la fin de la végétation et est remplacée par 2 ou 3 tubercules plus jeunes, assurant la floraison de l’année suivante.
La tige dressée est robuste, simple ou peu rameuse, velue dans le haut.
Les feuilles sont profondément lobées de type palmatiséquées, à divisions linéaires ou lancéolées.
Les fleurs, zygomorphes, sont d'un bleu intense ou violet, ou blanches. Elles sont disposées en grappes allongées, ou en panicules.
La fleur comporte 5 sépales pétaloïdes, pubescents et zygomorphes: le sépale supérieur est en forme de casque convexe-hémisphérique, ce qui a donné à la plante le nom vernaculaire de casque-de-Jupiter, 2 sépales latéraux recouvrant les 2 sépales antérieurs. Elle comporte aussi 8 pétales : 2 réduits à des nectaires longuement pédicellés, recourbés à leur extrémité, situés sous le casque du pétale supérieur, 6 autres à peine visibles, réduits à des languettes courtes. Plusieurs dizaines d’étamines sont disposées en spirale. Le pistil comporte 3 carpelles, formant un ovaire syncarpe supère. Chaque carpelle mène à un style.
Le fruit (résultant de l’ovaire syncarpé fécondé) est formé de 3 (ou 5) follicules soudées, allongées, fusiformes, qui s’ouvrent par leur ligne de suture, pour libérer de nombreuses graines, ovales ou oblongues.
La pollinisation est entomogame (par les insectes). La floraison se situe entre Mai et Août et la fructification se fait de Juin à Septembre.
Les nombreuses sous-espèces se distinguent par leur hauteur, la forme du feuillage, la disposition des fleurs ou même la période de floraison.

### Habitat
L'aconit napel pousse à l'état sauvage dans les prés et les bois humides de l'hémisphère Nord. On la trouve au bord des cours d'eau et marécages des régions montagneuses, notamment dans les Alpes. Elle pousse entre 1500 et 3000 mètres d'altitude.

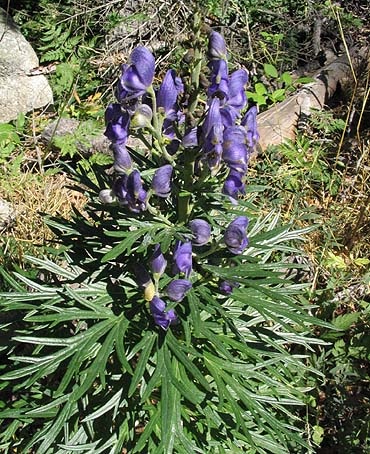
A. napellus, dans les Pyrénées-Orientales.
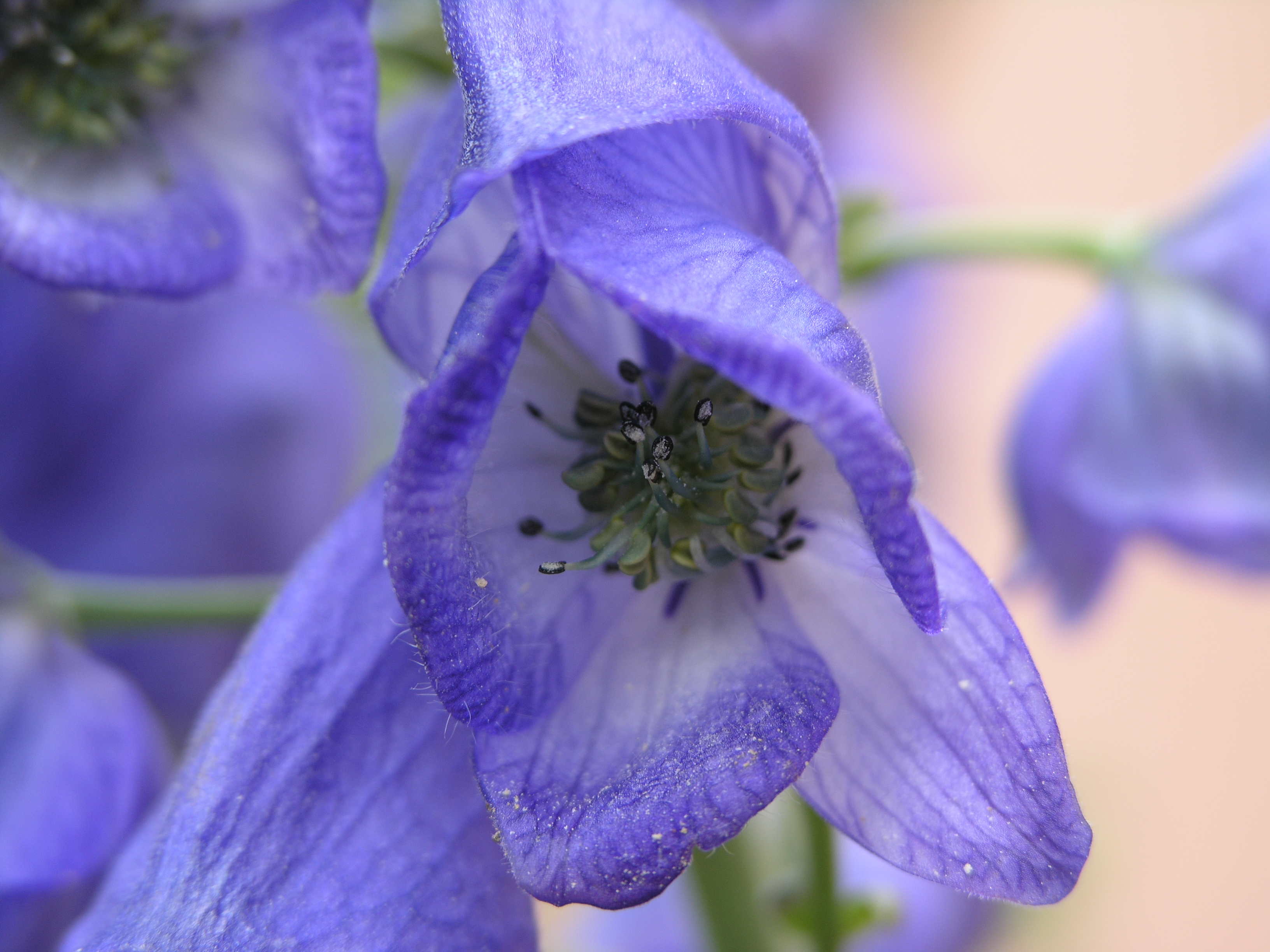
Fleur.
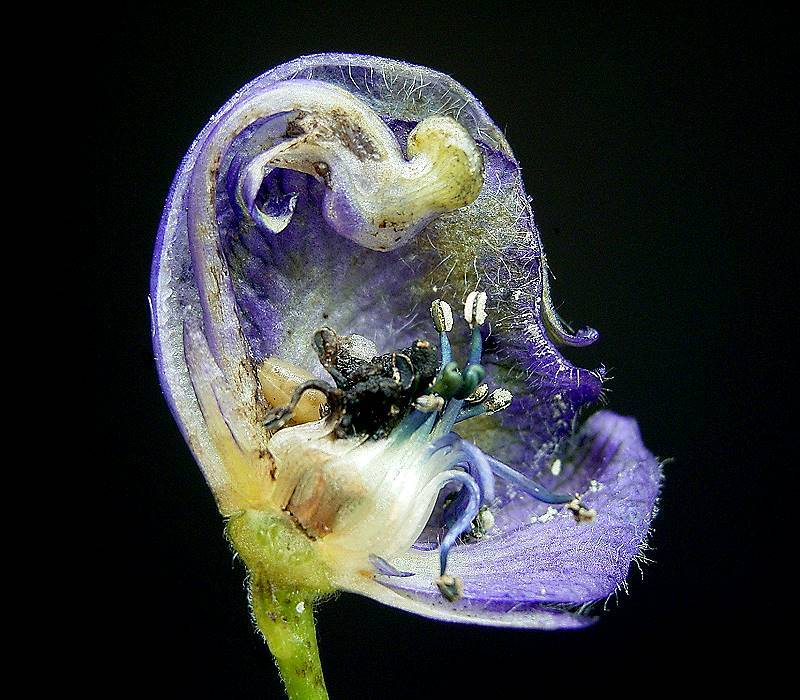
Section longitudinale de la fleur.
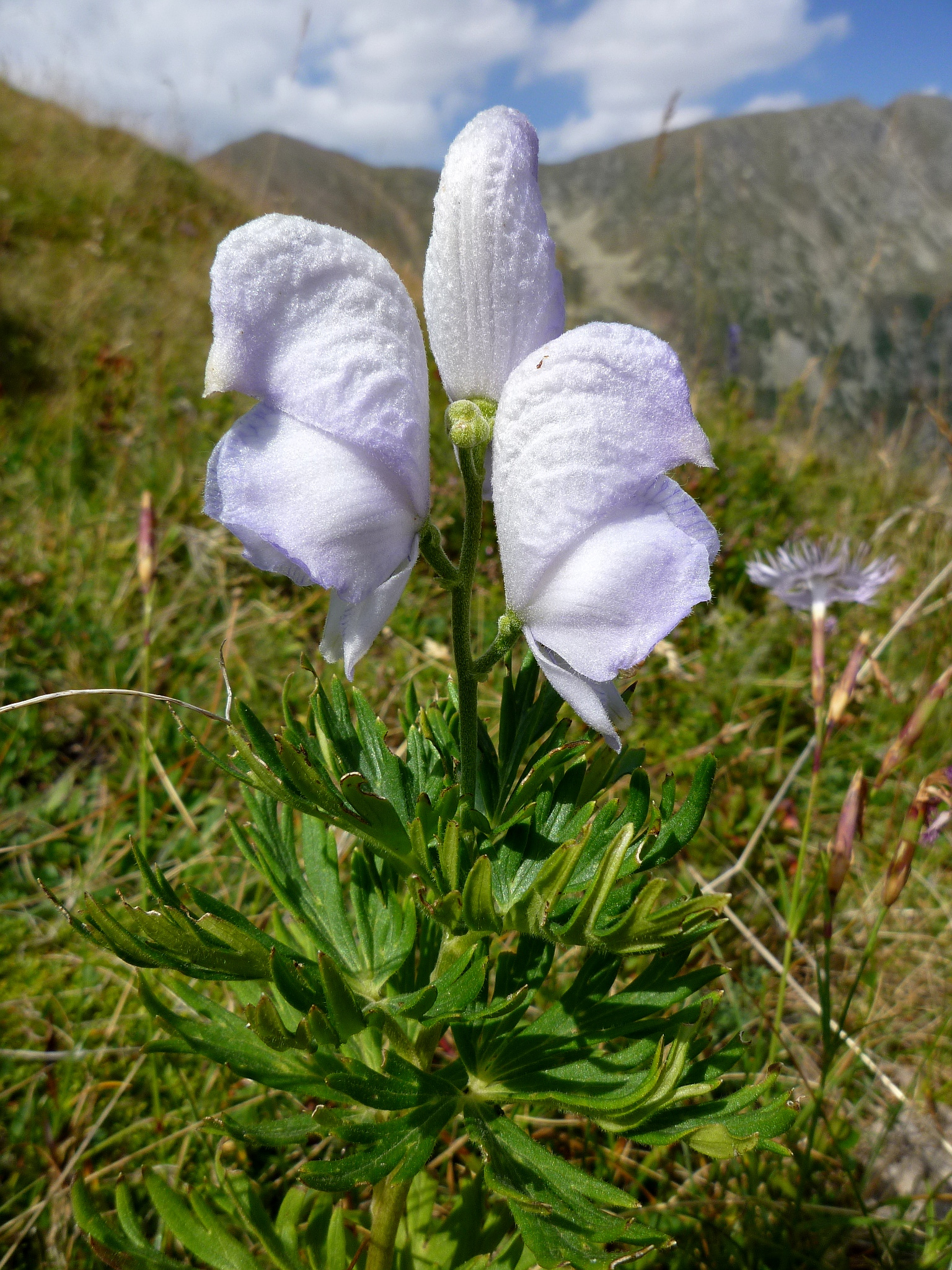
Variété blanche.
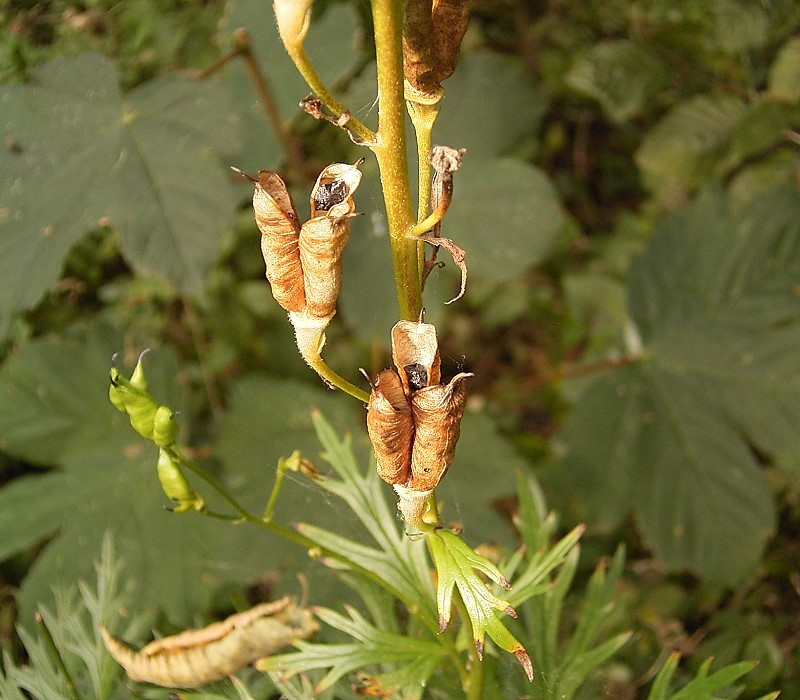
Follicules groupées par 3.

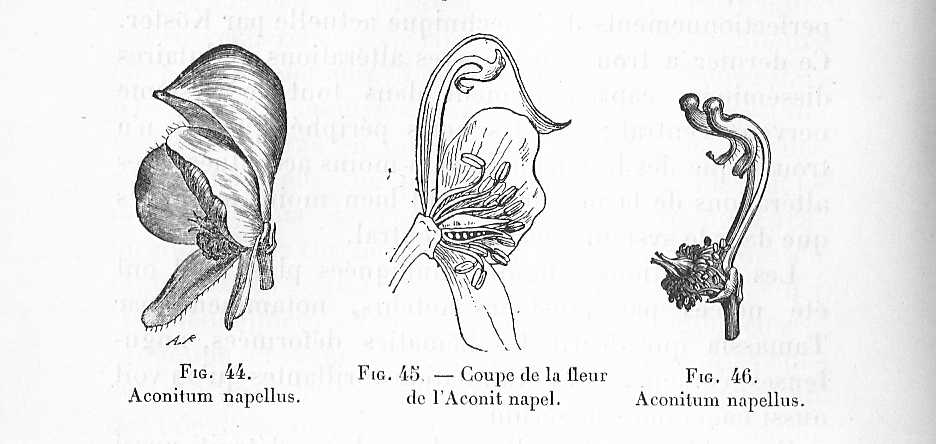
Les pièces florales.

## Écologie

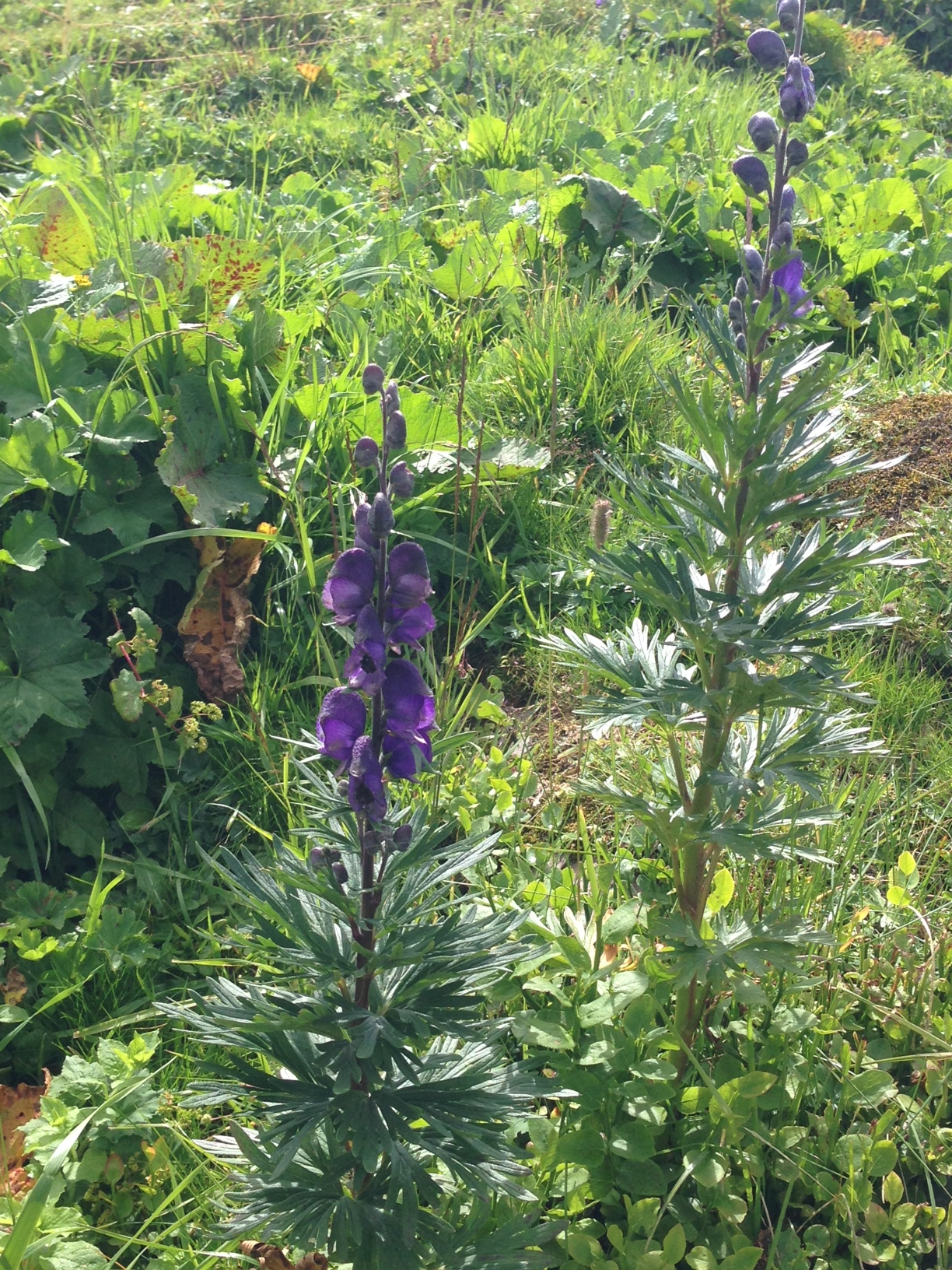
Aconitum napellus dans la nature.

Selon POWO et IUCN-Red List, l’aire de répartition naturelle de cette espèce est l’Europe occidentale et centrale.
L’espèce est originaire d’Albanie, Allemagne, Autriche, Belgique, Espagne, France, Hongrie, Italie, Pologne, Portugal, Roumanie, Suisse, Tchécoslovaquie, Ukraine, Yougoslavie. En France, elle est présente dans une grande partie du pays mais absente dans l’Ouest et le Midi.
Elle a été introduite et s’est naturalisée au Danemark, Finlande, Irlande, États-Unis (New York, Vermont), Norvège, Pays-Bas, Royaume Uni, Suède.
Elle croit dans les prés et bois humides.
L'espèce est inscrite dans la liste des espèces végétales protégées en Champagne-Ardenne et dans celle de Poitou-Charentes, sans précision de sous-espèces.
La sous-espèce Aconitum napellus subsp. corsicum est protégée au niveau national. Elle est, en outre, inscrite dans la liste des espèces végétales protégées en Corse.

## Utilisations

### Toxicité
Cette espèce est certainement l'une des plantes les plus toxiques de la flore d'Europe tempérée. Toutes les parties de la plante sont extrêmement toxiques. La racine contient de 0,5 à 1,5 % d'alcaloïdes, le principal étant l'aconitine mais beaucoup d'autres alcaloïdes voisins sont également présents dans la plante : aconine, capeline, hypoaconitine, jesaconitine, lycaconitine, mésaconitine, néoline, néopelline. Selon Toxiplante, les contenus en aconitine sont de 0,3 à 3% dans le tubercule, 0,2 à 1,2% dans les feuilles, 1 à 2% dans les graines.
La dose moyenne mortelle d’aconitine chez l’Homme est de 3 à 6 mg, soit environ 2 à 4 g de racines.
Les symptômes de l’intoxication peuvent apparaitre entre 10 et 45 min après l’ingestion. Dès 0,25 mg d'aconitine, on observe des brûlures, des picotements pénibles des lèvres, des fourmillements buccaux mais aussi des doigts et des orteils. Cela s'accompagne de sueurs et de frissons avec disparition de la sensibilité du goût, des troubles de la vue (dus à une forte mydriase) et de l'ouïe (acouphènes). Les troubles de la sensibilité s'apparentant à une sensation de picotement et d'engourdissement, s'étendent à tout le corps, engendrant une sensation d'engourdissement d'abord de la langue et de la face puis général, d'apathie et d'anesthésie par le froid (sensation de sang glacé). De plus, on note des vomissements, des diarrhées coliques profuses puis des paralysies des muscles accompagnées de forte douleur. Une à trois heures après l'absorption, la paralysie est de plus en plus importante, la température corporelle s'abaisse, la respiration s'affaiblit et les troubles du rythme cardiaque aboutissent finalement à la défaillance du cœur par fibrillation ventriculaire. Pendant toute l'agonie (de 1 à 12 h), la conscience reste intacte.

### Utilisation pratique
Les plantes du genre Aconitum ont été très utilisées dans la fabrication des poisons de flèches depuis au moins trois millénaires un peu partout dans le monde.
Au Ier siècle, Dioscoride lui consacre une notice (Mat. Méd., IV, 77) sans indiquer d’emploi médicinal. Il note que la racine est placée dans de la viande, pour tuer les loups.

### Utilisations médicinales
Plante vénéneuse
La tradition de la pharmacopée européenne prend sa source dans De materia medica de Dioscoride (Ier siècle). Les apothicaires et les médecins des siècles suivants, fidèles à Dioscoride, effrayés par la toxicité de l’aconit, se sont gardés de le prendre comme matière médicale, et quand ils en parlent c’est seulement pour décrire les empoisonnements à l’aconit, comme par exemple Nicandre de Colophon au IIe siècle ou Avicenne (980-1037). Le médecin Nicandre, prêtre d’Apollon, fait partie de ce groupe de médecins qui dans les royaumes du Pont et de Pergame, étudiaient spécialement les poisons et leurs antidotes de concert avec les rois. Comme par exemple, l’antidote de Mithridate, du nom de ce roi de Pont qui en aurait pris tous les jours pour accoutumer son corps à tous les poisons. Avicenne, le philosophe et médecin persan, décrit les accidents de la bouche provoqués par l'aconit et se garde de l’employer. Il semble qu’il en soit de même durant la période du Califat islamique (622-1258). Au XIIIe siècle, le médecin arabo-andalou Ibn al-Baytār, dans son Dictionnaire des remèdes et aliments simples, fournit la somme des connaissances pharmacologiques de son époque, se fondant sur Dioscoride et Galien et de nombreux auteurs arabes. La notice 734 de l’ouvrage, qui porte sur l’aconit, reprend le texte de Dioscoride, sans citer d’auteur arabo-musulman.
Le premier traité pharmaceutique en langue française Pharmacopée de Briçon Bauderon (1588) mentionne l’aconit, non en tant que médicament mais à propos de la Thériaque, conçue par Andromaque le médecin de Néron « La thériaque est efficace contre le venin du pavot, ciguë, aconit ; contre la cantharide, la morsure de vipère et du chien enragé. » .
Plante vénéneuse et médicinale à très faible dose
Ce n’est qu’au XVIIIe siècle qu’un médecin de Vienne eut l’idée de faire prendre des doses extrêmement faibles d’aconit, pour faire du poison un médicament. Le médecin autrichien, Anton von Störck (1731-1803), fut le premier thérapeute à tester méthodiquement des doses très faibles de plantes toxiques sur lui-même et des animaux pour évaluer la limite entre dose thérapeutique et dose toxique, puis à tester les doses thérapeutiques sur des malades pour évaluer l’efficacité thérapeutique. Pour l’aconit napel, il commence l’expérimentation sur lui-même : « Les feuilles et les tiges [séchées] furent pulvérisées. J’appliquais sur la langue une petite quantité de cette poudre, qui excita une sensation de brûlure persistante, et des élancements passagers, mobiles, parcourant la langue à intervalles rapprochés ; il n’en résultat aucun mal, et la poudre laissée en place pendant deux minutes ne causa ni inflammation ni rougeur » (Études de thérapeutique expérimentale, p.37, l’ouvrage fut publié initialement en latin en 1762).
Ne lui trouvant pas d’efficacité thérapeutique assez puissante, il préfère utiliser un extrait de la plante fraiche fabriqué en exprimant le suc, puis en le faisant épaissir à feu doux. Il confectionne  ainsi « une poudre composée de deux grains d’aconit et deux drachmes de sucre blanc ; le tout mêlé et trituré longtemps dans un mortier de marbre, afin d’obtenir une poudre extrêmement ténue ». Il en pris 6 grains [unité de masse] le premier jour et ne ressentit rien, 8 grains le deuxième jour, sans être affecté davantage, puis 20 grains le troisième jour, et observa « que les extrémités et la surface entière du corps étaient couverte d’une sueur plus abondante que de coutume ». Après 14 jours d’observation sur lui-même, il conclut
« 1° Cette poudre provoque la transpiration et la sueur
2° Comme elle ne m’a occasionné aucun trouble sérieux, on peut, en toute sécurité, l’employer chez les malades, en commençant par une dose très petite
3° Elle convient dans les maladies où la matière peccante peut être expulsée par la voie de la sueur. »
Anton Storck a posé les premiers jalons de la méthode expérimentale en pharmacologie, avec la contrainte de devoir opérer avec des connaissances limitées de son époque: dosages très qualitatifs de la toxicité, et diagnostics approximatifs encore influencés par la médecine hippocratico-galénique, rendant difficiles les évaluations thérapeutiques.
Par la suite, les travaux des chimistes en mesurant précisément la molécule responsable de la toxicité de l’aconit permirent d’éviter les accidents que faisaient courir les préparations galéniques de l’aconit, éminemment variables et infidèles. Le composé responsable de la toxicité, nommé l’aconitine, a été isolé par le chimiste allemand Rudolph Brandes en 1819, puis mieux étudié par Geiger et Hesse, Berthemot, Stahlschidt et M. Morson, de Londres.
Les remèdes faisant intervenir l’alcoolature d’aconit, la teinture éthérée d’aconit, l’extrait d’aconit, etc. devinrent communs: comme on peut le voir dans le traité de thérapeutique d’Amédée Moure et Henri Martin, publié en 1845, dans la collection Vade-mecum du Médecin praticien, ouvrage qui recense 46 occurrences de mot « aconit ». Par exemple, pour traiter le lumbago, il propose entre-autres « Pommade ammoniacale, 1190, opiacée, 1182, 1185, d’aconit, 1186... ». Le nombre 1186 renvoie à la fin de l’ouvrage à la section 1186 sur la préparation de la « Pommade d’aconitine : Pr. Aconitine 0,50 cent. Axonge 30 gr. M. d’adm. En friction, 4 gr matin et soir. (Rhumatisme, Cataracte, ..., Lumbago, Névralgies). » (Précis p.414). Ainsi au début du XIXe siècle, les remèdes de phytothérapies pouvaient déjà disposer de dosage précis d'aconitine. Les auteurs résument les actions de l’aconit par ces mots « Narcotique, antispasmodique, sudorifique, diurétique, qui s’emploie dans les rhumatismes chroniques, la goutte, les névralgies, la syphilis constitutionnelle, les affections cancéreuses et dartreuses, les hydropisies, les paralysies, etc. » (Précis p.498).
Les progrès des connaissances en physiologie et pathologie, en méthodologie d’évaluation par les essais cliniques vont se combiner au progrès des analyses chimiques pour faire abandonner progressivement l’emploi de l’aconit en thérapie, pour des produits plus efficaces. En France, la monographie de la racine d’aconit a été supprimée de la Pharmacopée en 1984.
Le dictionnaire Vidal en ligne, la base de référence sur les médicaments, en octobre 2023, n’indique pas de médicament contenant de l’aconitine.
En parapharmacie, on trouve de nombreux produits comme « Aconitum Napellus 10 DH », dérivé de la plante par dilutions hahnemanniennes.

### Utilisations horticoles
L’aconit napel est une plante ornementale idéale en massif ou en fleurs à couper, qui illumine le jardin de ses inflorescences bleu intense. Elle s’accommode de tout type de sol pourvus qu’ils soient bien fertiles et un peu humides. Elle a une préférence pour une exposition à la mi-ombre.